# Callechelys eristigma
Callechelys eristigma е вид змиорка от семейство Ophichthidae. Видът не е застрашен от изчезване.

## Разпространение и местообитание
Разпространен е в Коста Рика, Мексико и Панама.
Обитава крайбрежията на тропически води, пясъчни и скалисти дъна на океани, морета, заливи и рифове. Среща се на дълбочина от 3 до 10,9 m, при температура на водата от 26,5 до 27,5 °C и соленост 33 – 33,8 ‰.

## Описание
На дължина достигат до 1,1 m.